# Focus Magazine
Focus Magazine est un trimestriel gratuit, créé en 2003 à Montpellier par Christophe Malsert, édité a 12 000 exemplaires et distribué dans le sud de la France (Montpellier, Nîmes, Avignon, Marseille, ...), .
Le magazine est consacré au Design, à la mode, l'art, les voyages, musique, graphisme, gastronomie, etc.
Focus ouvre les portes d’un univers cosmopolite et créatif à la pointe de l’actualité grâce à une ligne éditoriale singulière et ludique associée à un design graphique de premier ordre. Sans cesse à la recherche de nouveautés, de tendances, de talents confirmés ou émergents...
Il est difficile d'évaluer le lectorat d'un magazine papier gratuit, mais celui ci est estimé à quelque 30 000 lecteurs, potentiels par numéro.
Focus Magazine propose tous les trois mois un concentré « de vie urbaine et chic », qui fait la part belle aux images, aux couleurs et à la création originale.
Des homonymes existent à l'étranger, sans rapport avec l'homologue français : Focus Magazine en Allemagne, Focus Magazine en Italie, jusqu'en 2015 Focus Magazine en Floride, Focus Magazine en Californie édité par Floyd Publications, et Focus Magazine en Australie.